# 太田圭輔
太田 圭輔（おおた けいすけ、1981年7月23日 - ）は、静岡県浜北市（現浜松市浜名区）出身の元サッカー選手。ポジションはミッドフィールダー (右サイドハーフ)。サッカー選手の太田吉彰は弟。
スピードと持久力に優れたサイドアタッカーで、特に持久力については、柏レイソル所属中には乳酸値測定で上位の成績を挙げ、ジェフユナイテッド市原・千葉においてはチームの持久力テストでトップの成績を挙げている。

## 来歴

### ユース時代
5歳でサッカーを始める。小学生時代は浜北市所在の少年サッカークラブおよびHonda FCのU-12チームでプレーし、中学校入学時にU-15チームへ昇格した。
1997年に清水エスパルスのユースチームに入団。1年次にJユースカップで優勝を、2年次には同大会で3位の成績を修めた。3年次の1999年には日本クラブユースサッカー選手権 (U-18)大会と高円宮杯全日本ユースサッカー選手権 (U-18)大会の2大会にて3位となった。

### 清水・甲府時代
2000年に清水エスパルスのトップチームに昇格。同期昇格者に池田昇平、鈴木浩介、吉崎雄亮がいる。加入1年目はトップチームでの試合出場機会に恵まれず、翌年提携関係を結んでいた当時Jリーグ2部のヴァンフォーレ甲府に期限付き移籍した。甲府で出場機会を得た太田は全48試合中43試合に出場して11得点を挙げたが、これは同年度の甲府の選手の中で最多得点数であった。
翌2002年清水エスパルスに復帰。2002年度は2試合に、更にその翌年の2003年には8試合に出場した。
安貞桓・三都主アレサンドロ・トゥットらそれまでチームの主力だった選手がチームを離れた 2004年・2005年は出場機会を得る。2004年は29試合出場1得点、2005年は17試合出場3得点を挙げた。
しかし2006年に入ると出場機会が激減し2試合出場にとどまった。翌2007年にも2試合出場機会があったが、同年6月、出場機会を求めて柏レイソルへと移籍した。

### 柏・千葉時代
柏に移籍した太田は出場機会を再び得るようになり、2007年に16試合出場3得点、完全移籍に切り替わった2008年には34試合出場6得点の成績を挙げた。しかし2009年、開幕前のキャンプ中に肩を負傷。出場数が7試合に減少し、同年7月、ジェフユナイテッド市原・千葉に移籍した。千葉に移籍後、シーズン終了までに11試合に出場したが、チームは2部に降格。2010年から2011年までJ2でプレーする事になった。

### 徳島・岐阜時代
2012年、千葉のチームメイトであった福元洋平と共に徳島ヴォルティスへ完全移籍。2013年シーズン終了後、契約満了により退団。
2014年にFC岐阜へ移籍し、2015年までプレーした。2016年7月23日、35歳の誕生日を迎えたこの日に2015年シーズンをもって現役を退くと共にアメリカで勉強することをブログで報告。留学先のセントラルフロリダ大学では学生コーチとして女子サッカーチームを指導しており、2022年5月には大学を卒業した事をTwitterで報告した。現在も女子サッカーチームのコーチとして在籍しており、アメリカのコーチングライセンス取得を目指している。

## 所属クラブ
- 2000年 - 2007年 清水エスパルス
  - 2001年 ヴァンフォーレ甲府（期限付き移籍）
  - 2007年7月 - 同年12月 柏レイソル（期限付き移籍）
- 2008年 - 2009年7月 柏レイソル
- 2009年7月 - 2011年 ジェフユナイテッド市原・千葉
- 2012年 - 2013年 徳島ヴォルティス
- 2014年 - 2015年 FC岐阜

## 個人成績
| 国内大会個人成績 | 国内大会個人成績 | 国内大会個人成績 | 国内大会個人成績 | 国内大会個人成績 | 国内大会個人成績 | 国内大会個人成績 | 国内大会個人成績 | 国内大会個人成績 | 国内大会個人成績 | 国内大会個人成績 | 国内大会個人成績 |
| 年度             | クラブ           | 背番号           | リーグ           | リーグ戦         | リーグ戦         | リーグ杯         | リーグ杯         | オープン杯       | オープン杯       | 期間通算         | 期間通算         |
| 年度             | クラブ           | 背番号           | リーグ           | 出場             | 得点             | 出場             | 得点             | 出場             | 得点             | 出場             | 得点             |
| 日本             | 日本             | 日本             | 日本             | リーグ戦         | リーグ戦         | リーグ杯         | リーグ杯         | 天皇杯           | 天皇杯           | 期間通算         | 期間通算         |
| ---------------- | ---------------- | ---------------- | ---------------- | ---------------- | ---------------- | ---------------- | ---------------- | ---------------- | ---------------- | ---------------- | ---------------- |
| 2000             | 清水             | 21               | J1               | 0                | 0                | 0                | 0                | 0                | 0                | 0                | 0                |
| 2001             | 甲府             | 15               | J2               | 43               | 11               | 2                | 0                | 3                | 2                | 48               | 13               |
| 2002             | 清水             | 22               | J1               | 2                | 0                | 6                | 1                | 0                | 0                | 8                | 1                |
| 2003             | 清水             | 22               | J1               | 8                | 0                | 1                | 1                | 4                | 0                | 13               | 1                |
| 2004             | 清水             | 22               | J1               | 29               | 1                | 7                | 0                | 1                | 0                | 37               | 1                |
| 2005             | 清水             | 22               | J1               | 17               | 3                | 4                | 1                | 1                | 0                | 22               | 4                |
| 2006             | 清水             | 22               | J1               | 2                | 0                | 2                | 1                | 0                | 0                | 4                | 1                |
| 2007             | 清水             | 22               | J1               | 2                | 0                | 2                | 2                | -                | -                | 4                | 2                |
| 2007             | 柏               | 39               | J1               | 16               | 3                | -                | -                | 1                | 0                | 17               | 3                |
| 2008             | 柏               | 14               | J1               | 34               | 6                | 6                | 1                | 4                | 0                | 44               | 7                |
| 2009             | 柏               | 14               | J1               | 7                | 0                | 1                | 0                | -                | -                | 8                | 0                |
| 2009             | 千葉             | 24               | J1               | 11               | 0                | -                | -                | 3                | 0                | 14               | 0                |
| 2010             | 千葉             | 24               | J2               | 18               | 0                | -                | -                | 1                | 0                | 19               | 0                |
| 2011             | 千葉             | 14               | J2               | 19               | 0                | -                | -                | 0                | 0                | 19               | 0                |
| 2012             | 徳島             | 15               | J2               | 20               | 0                | -                | -                | 2                | 1                | 22               | 1                |
| 2013             | 徳島             | 15               | J2               | 11               | 0                | -                | -                | 0                | 0                | 11               | 0                |
| 2014             | 岐阜             | 27               | J2               | 26               | 1                | -                | -                | 0                | 0                | 26               | 1                |
| 2015             | 岐阜             | 14               | J2               | 12               | 0                | -                | -                | 1                | 1                | 13               | 1                |
| 通算             | 日本             | 日本             | J1               | 128              | 13               | 29               | 7                | 14               | 0                | 171              | 20               |
| 通算             | 日本             | 日本             | J2               | 149              | 12               | 2                | 0                | 7                | 4                | 132              | 15               |
| 総通算           | 総通算           | 総通算           | 総通算           | 277              | 25               | 32               | 8                | 20               | 3                | 303              | 35               |

- Jリーグ初出場 - 2001年3月10日 J2 第1節 川崎フロンターレ戦（等々力）
- Jリーグ初得点 - 2001年3月31日 J2 第4節 大分トリニータ戦（小瀬）

| 国際大会個人成績 | 国際大会個人成績 | 国際大会個人成績 | 国際大会個人成績 | 国際大会個人成績 |
| 年度             | クラブ           | 背番号           | 出場             | 得点             |
| AFC              | AFC              | AFC              | ACL              | ACL              |
| ---------------- | ---------------- | ---------------- | ---------------- | ---------------- |
| 2002-03          | 清水             | 22               | 3                | 0                |
| 通算             | AFC              | AFC              | 3                | 0                |